# Now and Then (film)
Now and Then is een film uit 1995 onder regie van Lesli Linka Glatter.

## Verhaal
Samantha, Roberta, Tina en Chrissy zijn vier hechte vriendinnen wanneer ze 12 jaar oud zijn. Als volwassenen zijn ze elkaar uit het oog verloren, totdat ze weer samenkomen wanneer Chrissy zwanger wordt. Samen halen ze oude herinneringen op.

## Rolverdeling
| Acteur               | Personage                           |
| -------------------- | ----------------------------------- |
| Gaby Hoffmann        | Samantha Albertson (12 jaar)        |
| Christina Ricci      | Roberta Martin (12 jaar)            |
| Thora Birch          | Tina 'Teeny' Tercell (12 jaar)      |
| Ashleigh Aston Moore | Chrissy DeWitt (12 jaar)            |
| Rosie O'Donnell      | Roberta Martin (volwassen)          |
| Rita Wilson          | Chrissy DeWitt Williams (volwassen) |
| Demi Moore           | Samantha Albertson (volwassen)      |
| Melanie Griffith     | Tina 'Teeny' Tercell (volwassen)    |
| Devon Sawa           | Scott Wormer                        |
| Walter Sparrow       | "Crazy" Pete                        |
| Cloris Leachman      | Grootmoeder Albertson               |
| Lolita Davidovich    | Mevrouw Albertson                   |
| Hank Azaria          | Bud Kent                            |
| Bonnie Hunt          | Mevrouw DeWitt                      |
| Rumer Willis         | Angela Albertson                    |